# Euphrosine panamica
Euphrosine panamica är en ringmaskart som beskrevs av Chamberlin 1919. Euphrosine panamica ingår i släktet Euphrosine och familjen Euphrosinidae. Inga underarter finns listade i Catalogue of Life.